# Gare de Toyoda
La gare de Toyoda (豊田駅, Toyoda-eki) est une gare ferroviaire de la ville de Hino, dans la préfecture de Tokyo au Japon. Elle est exploitée par la compagnie JR East.

## Situation ferroviaire
La gare de Toyoda est située au point kilométrique (PK) 43,1 de la ligne Chūō.

## Histoire
La gare a été inaugurée le 22 février 1901.

## Services aux voyageurs

### Accès et accueil
La gare dispose d'un bâtiment voyageurs, avec guichet, ouvert tous les jours.

### Desserte
- Ligne Chūō :
  - voies 1 et 2 : direction Takao
  - voies 3 et 4 : direction Shinjuku et Tokyo